# Lamonzie-Saint-Martin
Lamonzie-Saint-Martin – miejscowość i gmina we Francji, w regionie Nowa Akwitania, w departamencie Dordogne.
Według danych na rok 1990 gminę zamieszkiwało 2010 osób, a gęstość zaludnienia wynosiła 97 osób/km² (wśród 2290 gmin Akwitanii Lamonzie-Saint-Martin plasuje się na 211. miejscu pod względem liczby ludności, natomiast pod względem powierzchni na miejscu 503.).